# جيمس ولكوت
جيمس ولكوت (بالإنجليزية: James Wolcott)‏ (10 ديسمبر 1952، نيويورك في الولايات المتحدة)؛ صحفي وروائي أمريكي.